# Aldo Duscher
Alvaro Pedro "Aldo" Duscher (født 22. marts 1979 i Esquel, Argentina) er en tidligere argentinsk fodboldspiller, der spillede som defensiv midtbanespiller. Han har tidligere spillet otte sæsoner hos Deportivo La Coruña, for Racing Santander og Sevilla FC, samt for portugisiske Sporting Lissabon og Newell's Old Boys i sit hjemland samt mange andre klubber.
Duscher vandt med Deportivo La Coruña den spanske pokalturnering Copa del Rey i 2002.

## Landshold
Duscher står (pr. august 2010) noteret for fire kampe for Argentinas landshold, som han debuterede for tilbage i 2005.

## Titler
Copa del Rey
- 2002 med Deportivo La Coruña